# Vương triều thứ Mười Bốn của Ai Cập
Vương triều thứ Mười Bốn của Ai Cập (Vương triều thứ 14) là một triều đại vua cai trị Ai Cập trong lịch sử Ai Cập cổ đại, nằm trong Thời kỳ Chuyển tiếp thứ Hai. Trong thời gian này, các vua cai trị cho xây dựng thủ đô ở vùng đồng bằng châu thổ sông Nin, Ai Cập. Nó kéo dài trong khoảng 75 năm (từ năm 1725–1650 TCN) và 155 năm (từ năm 1805–1650 TCN), tùy thuộc vào các học giả. Thủ đô của vương triều thứ 14 có lẽ là Avaris. Vương triều này tồn tại song song với Vương triều thứ Mười Ba với thủ đô ở Memphis.

## Mức độ cai trị và quan hệ ngoại giao

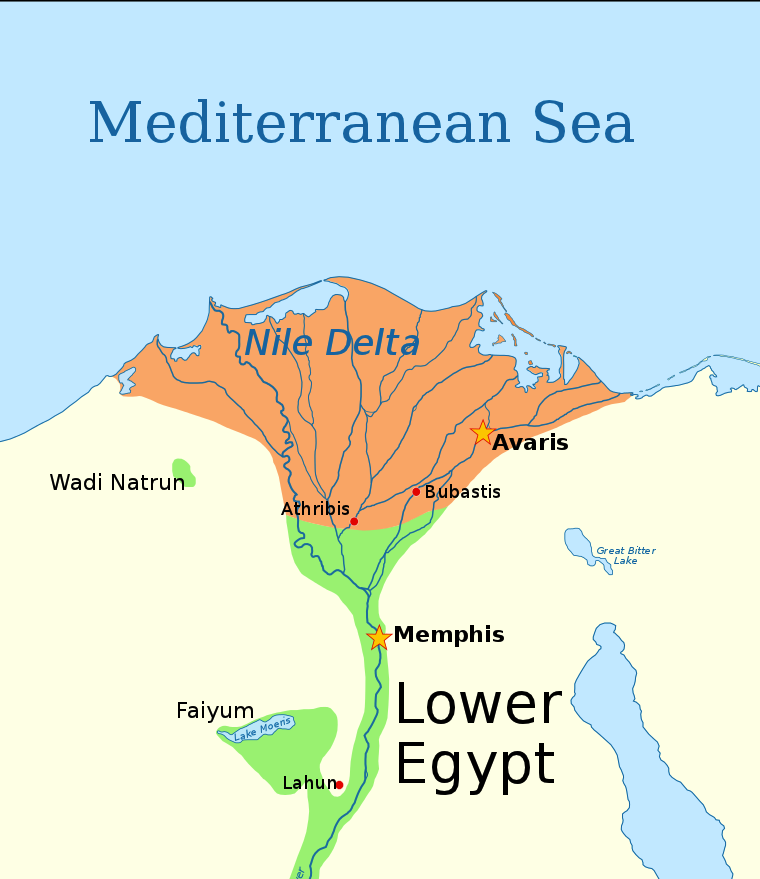
Màu cam, lãnh thổ có thể kiểm soát số 14, vương triều theo Ryholt.

Biên giới chính xác của vương triều 14 là không rõ do sự khan hiếm của di tích còn lại từ thời của vương quốc này. Trong các nghiên cứu của mình về Thời kỳ Chuyển tiếp thứ Hai, nhà Ai Cập học Kim Ryholt đã kết luận rằng các lãnh thổ được trực tiếp kiểm soát bởi Vương triều thứ 14, vùng lãnh thổ đó bao gồm Châu thổ sông Nile, với biên giới của nó nằm ở Athribis, phía tây của châu thổ và Bubastis ở phía đông.
Con dấu do Triều 14 đã được tìm thấy ở Trung và Thượng Ai Cập, sau đó tìm thấy ở lãnh thổ của Vương triều 13 và khu vực phía nam cũng như Dongola, cataract thứ ba. Phía bắc, con dấu đã được tìm thấy ở miền nam Levant, chủ yếu dọc theo bờ biển Địa Trung Hải và xa về phía bắc Tell Kabri, ngày nay nó là Lebanon. Chúng cho thấy sự tồn tại của một nền thương nghiệp quan trọng trong thứ Vương triều thứ 13, bang Canaan, và Nubia. Ryholt cho biết thêm rằng vua Sheshi, người mà ông đã cho rằng là một vua thuộc Vương triều thứ 14, kết hôn với một công chúa Nubian, nữ hoàng Tati, tăng cường quan hệ với vương quốc Kushite.

## Cai trị
Trình tự của các pharaon trong vương triều này được thành lập bởi Turin canon và được chấp nhận rộng rãi, ngoại trừ năm cai trị đầu tiên, được đưa ra bảng dưới đây bởi Ryholt. Tên của các nhà cai trị không có Turin canon và Ryholt đề xuất rằng họ đã được đề cập như là WSF trong danh sách, biểu thị một khiếm khuyết trong văn bản gốc mà từ đó danh sách đã được sao chép trong Giai đoạn Ramessid. 
| Tên của vua        | Trị vì                                                            | Ghi chú |
| ------------------ | ----------------------------------------------------------------- | --- |
| Yakbim Sekhaenre   | 1805 TCN - 1780 TCN hoặc sau năm 1650 trước Công nguyên           | Ngôi vua trong thời đại tranh chấp, có thể là một chư hầu của vương triều thứ 15                                                                                                |
| Ya'ammu Nubwoserre | 1780 TCN - 1770 TCN                                               | Ngôi vua trong thời đại tranh chấp |
| Qareh Khawoserre   | 1770 TCN - 1760 TCN                                               | Ngôi vua trong thời đại tranh chấp |
| 'Ammu Ahotepre     | 1760 - 1745 trước Công nguyên hoặc sau năm 1650 trước Công nguyên | Ngôi vua trong thời đại tranh chấp, có thể là một chư hầu của vương triều thứ 15                                                                                                |
| Sheshi Maaibre     | 1745 TCN - 1705 TCN hoặc sau năm 1650 trước Công nguyên           | Chứng thực bởi hơn 300 con dấu bọ hung, người có thể đã kết hôn với nữ hoàng Tati của Kushite. Ngôi vua trong thời đại tranh chấp, có thể là một chư hầu của vương triều thứ 15 |

Các vị vua sau đây không gây tranh cãi, được thành lập bởi Turin canon cũng như đối với một vài người trong số họ, bởi các nguồn hiện đại:
| Tên của vua          | Trị vì                | Ghi chú |
| -------------------- | --------------------- | --- |
| Nehesy Aasehre       | 1705 TCN              | Bằng chứng tốt nhất về vị vua này của vương triều, ông để lại tên của mình trên hai tượng đài ở Avaris. Tên của ông có nghĩa là "Nubian". |
| Khakherewre          | 1705 TCN              | - |
| Nebefawre            | 1704 TCN              | Turin canon: trị vì 1 năm, 5 tháng, 15 ngày                                                                                               |
| Sehebre              |                       | Turin canon: trị vì 3 năm, 12 tháng, 22 ngày                                                                                              |
| Merdjefare           | kết thúc năm 1699 TCN | Chứng thực bởi một tấm bia duy nhất từ Saft el-Hinna, ở đồng bằng sông                                                                    |
| Sewadjkare III       | 1695 TCN              | Turin canon: trị vì 1 năm |
| Nebdjefare           | 1694 TCN              | - |
| Webenre              | 1693 TCN              | - |
| Khong                | 1692 TCN              | Lost in the kinglist Turin |
| [...] Djefare        | 1691 TCN              | - |
| [...] Webenre        | 1690 TCN              | - |
| Awibre II            | 1689 TCN              | - |
| Heribre              | 1688 TCN              | - |
| Nebsenre             | 1687 TCN              | Chứng thực bởi một cái lọ mang prenomen mình. Ít nhất 5 tháng của vương triều.                                                            |
| không xác định       | 1687 TCN              | WSF trong kinglist Turin, cho thấy một khiếm khuyết trong các tài liệu mà từ đó danh sách đã được sao chép                                |
| [...]re              | 1686 TCN              | |
| Sekheperenre         | 1685-1684 TCN         | Với Nehesy, Nebsenre và Merdjefare, chỉ có vua không thể tranh cãi được biết đến từ các nguồn hiện đại                                    |
| Djedkherewre         |                       | - |
| Sankhibre II         |                       | - |
| Nefertum [...]re     |                       | - |
| Sekhem [...]re       |                       | - |
| Kakemure             |                       | - |
| Neferibre            |                       | - |
| I[...]re             |                       | - |
| Khakare              |                       | - |
| Akare                |                       | - |
| Hapu [...] Semenenre |                       | - |
| Anati Djedkare       |                       | - |
| Babnum [...] kare    |                       | - |
| không xác định       |                       | Tám dòng bị mất trong [[Danh sách Vua Turin]]                                                                                             |
| Senefer... tái       |                       | - |
| Đàn ông [...] lại    |                       | - |
| Djed [...] lại       |                       | - |
| không xác định       |                       | Ba dòng bị mất trong [[Danh sách Vua Turin]]                                                                                              |
| Mực [...]            |                       | - |
| 'A [...]             |                       | - |
| Apophis I (?)        |                       | - |
| không xác định       |                       | Năm dòng bị mất trong [[Danh sách Vua Turin]]                                                                                             |

Cuối cùng, những nhà cầm quyền chứng thực bởi các đồ tạo tác hiện đại và khác lạ từ Turin canon có thể được ngày đến 14  hoặc vương triều thứ 15.  Bản sắc của họ và Ngôi vua trong thời đại vẫn không rõ ràng:
| Tên của vua          | Ghi nhận bởi       |
| -------------------- | ------------------ |
| Nuya                 | 1 con dấu bọ hung  |
| Sheneh               | 3 con dấu bọ hung  |
| Shenshek             | 1 con dấu bọ hung  |
| Wazad                | 5 con dấu bọ hung  |
| Khamure              | 2 con dấu bọ hung  |
| Yakareb              | 2 con dấu bọ hung  |
| Merwoserre Yaqub-Har | 27 con dấu bọ hung |